# Монтеаперта (Удине)
Монтеаперта је насеље у Италији у округу Удине, региону Фурланија-Јулијска крајина.
Према процени из 2011. у насељу је живело 247 становника. Насеље се налази на надморској висини од 585 м.